# Wonchi
Wonchi är ett distrikt i Etiopien.   Det ligger i regionen Oromia, i den centrala delen av landet, 100 km väster om huvudstaden Addis Abeba.